# Права человека в Северной Македонии
Северная Македония подписала Европейскую конвенцию о правах человека и Женевскую конвенцию ООН о статусе беженцев и Конвенцию против пыток, а Конституция Северной Македонии гарантирует основные права человека всем гражданам.
Однако проблемы с правами человека все же остаются. По данным правозащитных организаций, в 2003 г. имели место подозрения в внесудебных казнях, угрозах и запугивании правозащитников и журналистов, выступающих против режима, а также заявления о пытках со стороны полиции.
Хотя с 2002 года албанцам разрешено учиться на албанском, до окончания университета они должны пройти тест на понимание и использование македонского языка.

## HRW и Хельсинкская группа
По данным Human Rights Watch, многие бывшие югославские граждане остаются «фактически лицами без гражданства» в результате принятия закона о гражданстве, разработанного после выхода Северной Македонии из Социалистической Федеративной Республики Югославии.
Конфликт между сепаратистами из числа этнических албанцев и правительством Северной Македонии привел к серьезным нарушениям прав человека с обеих сторон.
По данным Международной Хельсинкской федерации по правам человека, были зарегистрированы следующие нарушения прав человека:
- Жестокое обращение полиции с подозреваемыми, особенно во время первоначального ареста и содержания под стражей
- Преследование со стороны полиции этнических меньшинств, особенно рома
- Безнаказанность и коррупция в полиции
- Политическое давление на судебную систему
- Социальное насилие и дискриминация в отношении женщин, детей и этнических меньшинств, особенно рома
- Торговля женщинами и девочками с целью сексуальной эксплуатации
- Государственное вмешательство в профсоюзную деятельность

## Международные рейтинги
Индекс демократии (Economist), 2010: 73 из 167 («несовершенная демократия»)
Всемирный индекс свободы прессы, 2008 г .: 42 из 173.
Мировой индекс качества жизни, 2005 г .: 89 из 111, между Ираном (88) и Гватемалой (90).

## Отчет омбудсмена
Согласно годовому отчёту омбудсмена за 2005 год:
- Государственная администрация продолжает демонстрировать элементы бюрократического поведения, неэффективности, бездействия и незаинтересованности в потребностях граждан, а также недостаточной осведомленности об их правах. Из-за этого гражданин реализует свои права с трудом, несвоевременно и с помощью длительных административных процедур, сталкиваясь с злоупотреблением официальным разрешением, некомпетентным и неосторожным поведением с неуважением человеческого достоинства и правовых норм и их ненадлежащим применением.
- Судебные разбирательства на протяжении многих лет протекают медленно и неэффективно, что частично является результатом субъективной слабости из-за некомпетентного и небрежного поведения, недостаточной подготовки судебного и административного персонала, но также и из-за объективных условий и возможностей, в которых находится судебная система. функционирует. Из-за этого клиенты не могут реализовать свое право на судебное разбирательство в разумные сроки.
- В ходе полицейского разбирательства было констатировано нарушение прав человека в виде чрезмерного применения средств принуждения и неправомерного использования должностными лицами полиции других разрешений полиции.
- Сектор внутреннего контроля и профессиональных стандартов демонстрирует непрофессиональное отношение к выполнению функции механизма внутреннего контроля, скрывая негативное состояние во время полицейской процедуры, которое препятствует работе Омбудсмена.
- Пенитенциарная система перегружена и функционирует с многочисленными проблемами из-за плохого материального состояния, неорганизованной ситуации с безопасностью, непрофессионального управления домами исправительных и борстихных учреждений и не может обеспечить достойное пребывание осужденных, что помещает эту группу населения в тюрьму.
- Денационализация - возвращение имущества прежним владельцам прекращается из-за избирательного подхода Комиссии к разрешению в административной процедуре во второй инстанции дел в области разгосударствления, что ставит под вопрос весь процесс.

Административные акты по сносу незаконных построек не исполняются, а при небольшом проценте исполнения это делается выборочно.
Недостаточно осознанности и осведомленности о защите окружающей среды, и не принимаются меры по ее защите.
Имеются пробелы и незаконные разбирательства во время процедур по реализации права на трудовые отношения, особенно при найме сотрудников с государственного уровня на местный.
- Комиссия по вопросам размещения при Правительстве Республики Македония действует своевременно по просьбам граждан.
- Уровень социального обеспечения не находится на удовлетворительном уровне и сталкивается с трудностями, непоследовательностью и несвоевременным выполнением прав по социальному обеспечению, пенсионному страхованию и страхованию по инвалидности и страхованию здоровья, а также несвоевременным, необъективным и взяточничеством комиссия по оценке работоспособности.

В Республике Македония существуют неадекватные условия и неравные возможности для достойного осуществления прав каждого ребенка, но количество случаев насилия в отношении детей увеличивается.
Закон о высшем образовании применяется ненадлежащим образом во время обязательства или реализации из затрат на обучение, в то время как студенческий стандарт неудовлетворителен.
Уровень общения между поставщиками услуг и гражданами - пользователями является непрофессиональным, неудовлетворительным, и отсутствует соответствующий нормативный акт, который обеспечил бы надлежащую защиту и контроль над монополией на рынке.
Отсутствие специального закона о защите от дискриминации не дает никакой возможности определять проявления дискриминации и обеспечивать надлежащую защиту жертв дискриминации.
Непоследовательное осуществление Принципа надлежащего и равного представительства членов сообществ.
- Сотрудничество с Омбудсменом в 2005 году было на более высоком уровне, чем в предыдущие годы, но были случаи отказа от сотрудничества и невыполнения переданных рекомендаций, что являлось препятствием в работе. Отказ от сотрудничества был особенно выражен со стороны Министерства внутренних дел - Сектор внутреннего контроля и профессиональных стандартов, поскольку не предоставлял информацию и данные по жалобам, которые касались нарушения прав путем превышения официального разрешения и чрезмерного применения силы.